# طلسمية رملية
طلسمية رملية (الاسم العلمي: Catananche arenaria) هو نوع من النباتات يتبع جنس الطلسمية من الفصيلة النجمية.